# Coluber lateralis
Espèce
Synonymes
- Leptophis lateralis Hallowell, 1853
- Masticophis lateralis (Hallowell, 1853)
- Masticophis lateralis euryxanthus Riemer, 1954

Statut de conservation UICN

 LC  : Préoccupation mineure
Coluber lateralis est une espèce de serpents de la famille des Colubridae.

## Taxinomie
Ce taxon est souvent repris sous Masticophis lateralis par plusieurs sources. Reptile Database le classe dans le genre Coluber.

## Répartition
Cette espèce se rencontre en Californie aux États-Unis et en Basse-Californie au Mexique.

## Description
Coluber lateralis est une espèce ovipare. Son dos est brun et présente deux fines rayures jaunes, une de chaque côté, s'étendant de la tête à la racine de la queue. Sa face ventrale est uniformément jaune paille à l'exception de son menton et de sa gorge qui sont tachetés de minuscules points noirs. Cette espèce se rencontre fréquemment à proximité des étangs ou sur les berges des rivières. Elle est assez timide et n'hésite pas à plonger à l'eau pour s'échapper lorsqu'on l'approche. Le spécimen décrit par Riemer mesurait 120 cm dont 36 cm pour la queue.

## Liste des sous-espèces
Selon The Reptile Database (13 février 2014) :
- Coluber lateralis euryxanthus (Riemer, 1954)
- Coluber lateralis lateralis (Hallowell, 1853)

## Publications originales
- Hallowell, 1853 : On some new reptiles from California. Proceedings of the Academy of Natural Sciences of Philadelphia, vol. 6, p. 236-238 (texte intégral).
- Riemer, 1954 : A new subspecies of the snake Masticophis lateralis from California. Copeia, vol. 1954, no 1, p. 45-48.